# Tori (Estonia)
Tori è un comune rurale dell'Estonia meridionale, nella contea di Pärnumaa. Il centro amministrativo è l'omonimo borgo (in estone alevik).

## Località
Oltre al capoluogo, il comune comprende 20 località (in estone küla):
Aesoo, Elbi, Jõesuu, Kildemaa, Kõrsa, Kuiaru, Levi, Mannare, Muraka, Muti, Oore, Piistaoja, Randivälja, Rätsepa, Riisa, Selja, Taali, Tohera, Urumarja, Võlli.